# Lijst van koningen van Pergamon
De koningen van Pergamon behoorden tot de dynastie van de Attaliden. De eerste koning van Pergamon was Attalus I van Pergamon die zijn rijk zou bevrijden van de Galaten die de streek van Pergamon plunderden.
De koningen van Pergamon waren:
- Attalus I Soter (241 – 197 v.Chr., was de neef van Eumenes I
- Eumenes II (197 – 159 v.Chr.), was de oudste zoon van Attalus I
- Attalus II Philadelphus (159 – 138 v.Chr.), was de broer van Eumenes II
- Attalus III Philometor Euergetes (138 – 133 v.Chr.), was de zoon van Eumenes II